# Orfelia sagax
Orfelia sagax är en tvåvingeart som beskrevs av Oskar Augustus Johannsen 1910. Orfelia sagax ingår i släktet Orfelia och familjen platthornsmyggor. Inga underarter finns listade i Catalogue of Life.